# Festival de Salzburgo
O Festival de Salzburgo (em alemão Salzburger Festspiele) é um famoso festival de música e drama. É realizado anualmente no verão, durando cinco semanas a partir da última semana de Julho, realizado na cidade austríaca de Salzburgo, terra natal de Mozart. Atualmente é realizado anualmente, sob a mesma organização, o Festival de Páscoa de Salzburgo (Salzburger Osterfestspiele).

## História
O Festival de Salzburgo foi criado em 1877, mas foi interrompido em 1910. Entretanto, em 1918, com o fim da Primeira Guerra Mundial, o festival foi reinstituído por Hugo von Hofmannsthal, pelo compositor Richard Strauss, pelo diretor teatral Alfred Roller, pelo maestro Franz Schalk e pelo diretor do Teatro da Cidade de Salzburgo, Max Reinhardt.
O Festival renasceu oficialmente em 22 de Agosto de 1920 com a performance de Hofmannsthal tocando Jedermann na Praça da Catedral. A pratica acabou se tornando uma tradição e Jedermann é sempre tocada na Cathedral Square.
Em 1926 o antigo estábulo do Arcebispo foi convertido no teatro e Festival Hall e a casa de ópera abre as portas. Nesse verão, o teatro ganhou fama e estatura como a principal palco de ópera, concerto, teatro entre outras apresentações clássicas e seu repertório musical foi concentrado em Mozart e Strauss, mas outras obras como Falstaff de Verdi e Fidelio de Beethoven também foram realizadas.
O período 1934 até 1937 representa uma época de muito prestígio para os maestros Arturo Toscanini e Bruno Walter, que conduziram muitos espetáculos. Em 1936 o festival teve uma perfmormance dos Cantores da Família Trapp. Em 1937, Boyd Neel e sua orquestra apresentaram as Variações do Tema de Frank Bidge (Benjamin Britten).
A popularidade do Festival sofreu um duro golpe quando a Áustria foi anexada à Alemanha em 1938, mas permaneceu em operação até ser temporariamente interrompida em 1943 graças a Segunda Guerra Mundial. Em 1945 o festival foi reaberto, imediatamente depois do fim da guerra.

## Depois da Segunda Guerra
Depois do término da Segunda Guerra, o festival foi lentamente se recuperando e voltou ao seu posto de destaque, como o principal festiva de verão de ópera, especialmente com as obras de Mozart.
Em 2006 o festival comemorou o 250º aniversário do nascimento de Mozart, encenando todas as suas 22 óperas (incluindo as inacabadas), recebendo uma grande ovação. Todas as apresentações sendo gravadas e liberadas ao público em novembro do mesmo ano.

## Administração e orçamento
O festival é dirigido por:
- Helga Rabl-Stadler, presidente do conselho administrativo;
- Jürgen Flimm, diretora artística;
- Gerbert Schwaighofer, diretor comercial.

O orçamento do festival é de aproximadamente 46 milhões de euros, sendo:
- 50% (24 milhões) da bilheteria;
- 30% (13 milhões) de subvenções complementares pagas no final do ano pelo Governo Federal.
- 10% (5 milhões) de doadores, parceiros e apoiadores;
- 10% (5 milhões) de direitos autorais de de transmissão (rádio, tv, produções, etc)